# Mindszenty – A fehér vértanú
A Mindszenty – A fehér vértanú egy portréfilm, amely az utolsó magyar hercegprímásról, a 20. század magyar katolikus egyházának meghatározó alakjáról, Mindszenty Józsefről szól.
A vörös színű vértanúságot ma a fehér vértanúság, a tanúságtétel váltotta fel. Tudjuk, hogy Kínában még létezik a vörös vértanúság a keresztények számára, Európát a fehér vértanúság jellemzi. Ennek egyik nagyon szép szintézise XVI. Benedek pápa – még Ratzinger bíboros kifejezése, amely a relativizmus diktatúrájára utal. Nekünk, keresztényeknek rá kell ébrednünk, hogy éppen a relativizmus diktatúrája az, ami ellen küzdenünk kell. Valóságos vallásüldözésről van szó, amely új fajta tanúságtételt igényel.

## A film elkészítése
A filmet Koltay Gábor rendezte. A producer és a gyártásvezető Somlai Zsuzsanna volt, az operatőr és a vágó Mezei Attila. A portréfilm zeneszerzői Koltay Gergely és Szűts István. A filmnek egyetlen szereplője Sipos Imre. Forgalmazója a Korona film, 2010-ben mutatták be a nagyközönségnek. A filmben számos archív anyag, visszaemlékezés és személyes beszámoló van.

## A film tartalma
A film Tiszteletre méltó  Mindszenty József bíboros-hercegprímásról szól. 1892-ben született. 1915-től pap, 1944-ben már veszprémi püspök. Serédi Jusztinián hercegprímás halála után pedig ő lesz az utódja. Tiltakozott a zsidóüldözés ellen, ezért börtönbe vetette a nyilas kormányzat. Miután a szovjetek megérkeztek hazánkba, Mindszenty újra szabad volt, de nem sokáig. A Rákosi-diktatúra idején koncepciós perben elítélték és több évig börtönben volt. Amikor kitört az 1956-os forradalom és szabadságharc, kiszabadult. Hamarosan azonban elbukott a forradalom és az amerikai nagykövetségre menekült. Aztán elhagyta az országot. Haláláig a bécsi Pázmáneumban lakott és több látogatást is tett a világ magyarjai között. 1975-ben halt meg. 
A film vezérmotívuma az, hogy egy magyar fiatalember (Sipos Imre) motorjával végigutazza Mindszenty bíboros életútjának a helyszíneit, templomokba látogat és végül belép az Esztergomi bazilika nagykapuján.